# Euclysia maculata
Euclysia maculata är en fjärilsart som beskrevs av W. Warren 1897. Euclysia maculata ingår i släktet Euclysia och familjen mätare. Inga underarter finns listade i Catalogue of Life.